# Hyundai KIA Nu
| Hyundai/KIA                    | Hyundai/KIA                        |
| ------------------------------ | ---------------------------------- |
|                                |                                    |
| Nu, Nu Hybrid, Nu GDI, Nu CVVL |                                    |
| Hersteller:                    | Hyundai / KIA                      |
| Produktionszeitraum:           | 2010-heute                         |
| Bauform:                       | Reihenvierzylinder                 |
| Motoren:                       | 1,8 L (1797 cm³), 2,0 L (1999 cm³) |
| Zylinder-Zündfolge:            | 1-2-4-3                            |
| Vorgängermodell:               | Hyundai KIA Theta                  |
| Nachfolgemodell:               | keines                             |
| Ähnliche Modelle:              | keines                             |

Bei der Baureihe Nu handelt es sich um Vierzylinder-Benzinmotoren mit doppelter obenliegender Nockenwelle (DOHC) und vier Ventilen pro Zylinder. Die Motoren werden in Südkorea, für China und Nordamerika in Shandong (China) hergestellt.

## Allgemeine Merkmale
Der Motorblock und Zylinderkopf bestehen aus Aluminium. Der 1,8-Liter-Motor wiegt 112 kg. Gewichte und Zylindermaße der anderen Motoren sind derzeit nicht bekannt, gleiches gilt für die Leerlaufdrehzahl der Reihe.
Alle Motoren der Nu-Reihe werden über ein elektronisches Gaspedal gesteuert.
Die Kraftübertragung von der Kurbelwelle zum Zylinderkopf erfolgt mittels wartungsfreier Steuerkette, die Nebenaggregate werden durch einen Serpentinenriemen angetrieben. Für diesen ist ab 100.000 km alle 25.000 km eine Inspektion vorgesehen, ein Austausch nur bei festgestelltem Bedarf.
Die Ventile werden in den Motoren ohne CVVL über Rollenschlepphebel betätigt, die wie eine Wippe agieren. Während eine Seite das Ventil nach unten drückt, liegt an der anderen der sich dabei mittels eingebauter Feder streckende Hydrostößel bündig an (vgl. Ventil geschlossen (Memento vom 16. Juli 2014 im Internet Archive), Ventil geöffnet (Memento vom 21. Februar 2014 im Internet Archive)). Bei der CVVL-Technologie liegt der Nocken an einem Rollrad an, das dadurch reibungsarm auf einen Hebel drückt, um das Ventil zu öffnen. Dieser Hebel ist verstellbar und dient der Variation von Öffnungsdauer und Ventilhub.
Beide Formen des Ventilspielausgleichs sind wartungsfrei, selbst eine Inspektion ist im Wartungsplan nicht vorgesehen. Eine Abnutzung würde sich durch ein Tickgeräusch mitteilen.

## Nu
Die Nu-Serie summiert alle Technologien, die der Hersteller abseits von Direkteinspritzung und Turbolader für seine Benzinmotoren bis 2010 entwickelte. Keine davon debütierte jedoch mit dieser Reihe, weshalb zur Präsentation ihre höchste Ausbaustufe gewählt wurde.
Von seiner Vorgängerserie übernommen, variiert eine D(ual)-CVVT benannte Nockenwellenverstellung die Ein- und Auslassseite. Sie hat Einfluss auf den Zeitpunkt der Ventilöffnung beider Seiten, nicht aber auf den Ventilhub und damit die Öffnungsdauer. Sie ist daher vergleichbar mit der BMW Doppel-VANOS-Technologie. Neben einem besseren Drehmoment im unteren Drehzahlbereich reduziert sie vor allem die Stickoxidwerte, indem die abgasrückführende Wirkung einer großen Überschneidung genutzt wird – hierbei wird bereits ausgestoßenes Abgas wieder zurück in den Brennraum gesaugt. Die D-CVVT wird aufgrund ihrer Serienmäßigkeit nicht immer aufgeführt.
Der Luftzufuhr gewidmet ist auch der variable Ansaugtrakt (Variable Induction System). Dieser berücksichtigt das Pulsieren der Luft im Saugrohr, welches durch das Öffnen und Schließen der Ventile entsteht. Finden diese Unter- und Überdruckimpulse einen ihrem Rhythmus angepassten Weg in den Motorraum, entsteht ein leichter Resonanzaufladungs-Effekt, ähnlich einem Turbolader. Zu dessen Erreichung öffnet sich bei niedrigen und hohen Drehzahlen ein hierfür geeigneter, kurzer Luftweg. Bei mittleren Drehzahlen (3000 bis 5500) wird vermittels einer Klappe die längere Luftführung verwendet, was in gleichbleibend hohem Drehmoment und fünf Prozent Mehrleistung resultiert.

Ein Offset der Kurbelwelle reduziert die Reibung im Zylinder

Während die oben aufgeführten Technologien mit der Theta II-Serie erschienen, geht die Offset-Kurbelwelle auf die Gamma-Reihe von 2006 zurück. Die Kolben werden durch die Drehbewegung der Kurbelwelle ständig an eine Zylinderwand gedrückt. Ein Versatz derer Position um einen Zentimeter lässt die Kolben nun in der Zündphase reibungsärmer nach unten gleiten. Diese Friktionsreduzierung senkt neben dem Verbrauch auch die Vibrationen. Dasselbe Vorgehen verwendet etwa Toyota im Prius.
Nicht bekannt ist die Anwendung reibungsreduzierender Beschichtungen an Kolben und Ventilbetätigung, die jedoch in anderen Motorreihen Verwendung finden und damit hier wahrscheinlich nur unerwähnt bleiben.
Zur Kostensenkung bleibt diese Ausbaustufe ohne Adaption der Stopp-Start-Automatik ISG, die zusammen mit Bosch entwickelt wurde.
Der Realverbrauch reicht von unter 5 bis über 9 Liter, mittig dazwischen reiht sich der amerikanische EPA-Normwert von 7,1 l/100 km ein.

## Nu Hybrid
Für Südkorea wurde der Motor im ersten Vollhybridantrieb des Herstellers gegen einen 2.0L-Motor der Nu-Serie getauscht. Alle anderen Eigenschaften blieben erhalten. Der Verbund leistet nun 191 anstelle der vorherigen 209 PS. Verbrauchsseitig ist das Ergebnis vorerst nicht bestimmbar, da die südkoreanische Verbrauchsermittlung deutlich von der amerikanischen abweicht, mit der die 209 PS-Variante bisher ausschließlich gemessen wurde. Den Zahlen nach sank der Verbrauch von 6,4 auf 4,8 Liter auf 100 km, was erkennbar den Effekt des Tauschs zweier ähnlicher Motoren übersteigt.

## Nu GDI
Ein halbes Jahr nach der Nu-Serie wurde diese mit Direkteinspritzung (GDI) ausgestattet und zum Marktstart des Hyundai i40 im Sommer 2011 erstmals verwendet. Zusammen mit dem variablen Ventilhub CVVL ist die Gasoline Direct Injection eine Voraussetzung für die kommenden Homogen-Motoren.

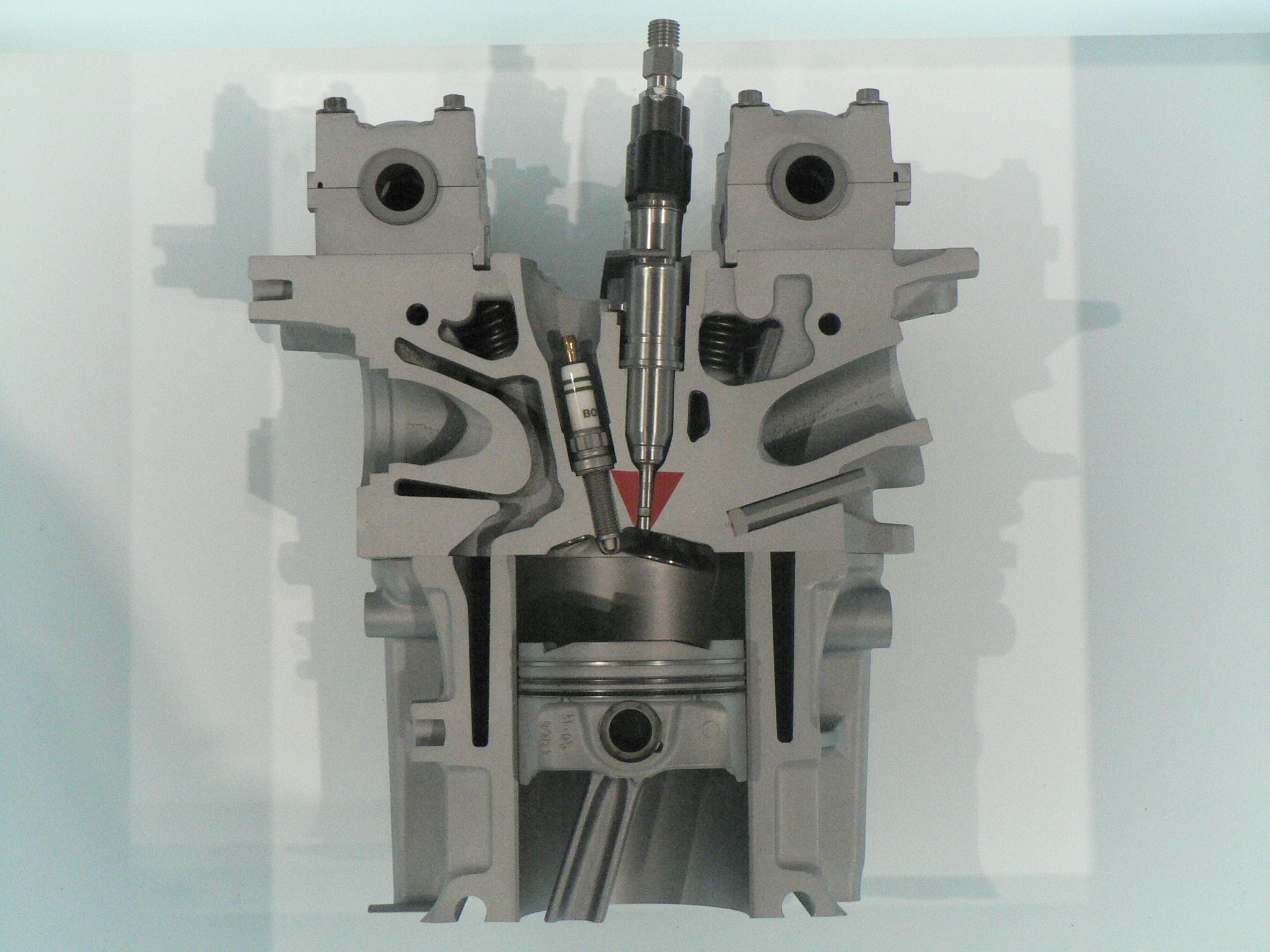
Schnittbild eines BMW-Direkteinspritzerkolbens

Bei der konventionellen Einspritzung für Ottomotoren befindet sich das Einspritzventil im Saugrohr vor dem Einlassventil. Bei steigenden Drehzahlen wird jedoch die Öffnungszeit des Ventils immer kürzer, und damit das Zeitfenster zum Einbringen des Kraftstoffs. Bei der Direkteinspritzung wird daher direkt in den Zylinder eingespritzt.
Hyundai verwendet wie die meisten Mitbewerber GDI zur homogenen, stöchiometrischen Gemischbildung und verzichtet auf eine inhomogene Schichtladung (stratified fuel charge). Letztere geht mit systembedingten Nachteilen einher, so etwa deutlich erhöhten Feinstaubwerten.
Gestartet wird mit einer Piloteinspritzung und -zündung, um den Kolben in Bewegung zu setzen. Während dessen Abwärtsbewegung folgt die schubgebende, eigentliche Kraftstoffeinspritzung und -zündung. Durch diese präzisere, da direkt im Zylinder erfolgende Kraftstoffzufuhr konnte die Kompressionsrate im Zylinder erhöht werden. Dies führt zu einer Kraftstoffersparnis (vgl.) und bewirkt zudem eine höhere Abgastemperatur. Hiervon profitiert der sich schneller erwärmende Katalysator, der so die Emissionen während der Kaltstartphase reduzieren kann. Der höhere Einspritzdruck von 150 bar (ohne GDI etwa 5 bar) bewirkt zudem eine homogenere Kraftstoffzerstäubung und damit eine sauberere Verbrennung. Er geht einher mit einem systemtypischen Tickgeräusch.
Zur Verbrauchsreduktion ist der Nu GDI mit der Stopp-Start-Automatik ISG erhältlich, deren Effekt bei anderen Fahrzeugen im Normverbrauch etwa 0,2 l / 100 km beträgt, durch ihre Serienmäßigkeit bei Fahrzeugen mit Nu GDI-Motoren aber nur durch ein manuelles Deaktivieren nachprüfbar ist.

## Nu CVVL

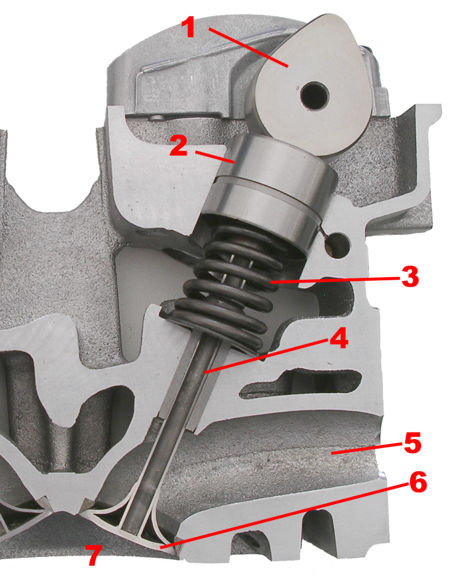
Der Nocken (1) drückt den Tassenstößel (2) auf den Ventilschaft (3, 4), dessen Ende (6) in den Zylinderraum (7) gedrückt wird und damit den Luftkanal (5) freigibt. Beim Nu CVVL sitzt anstelle des Tassenstößels ein Hebel, dessen Rotation nach unten veränderbar ist.

Mit der Vorstellung dieser Variante endete im April 2010 die 44-monatige Entwicklungszeit der Nu-Reihe, deren Kosten von 153 Millionen Euro sich speziell auf die CVVL-Technologie beziehen dürften. Sie ersetzt die Dual-CVVT-Technologie, variiert jedoch nur die Ventile der Einlassseite. Alle anderen Eigenschaften sind identisch zur Nu-Serie.
Beim CVVL-System liegt der Nocken an einem Rollrad an, das dadurch reibungsarm auf einen Hebel drückt, der dann das Ventil öffnet. Dieser Hebel liegt auf einer Exzenterwelle, sodass sein Drehpunkt verstellbar ist. Ein Stellmotor übernimmt diese Aufgabe und verändert so den Rotationsausschlag. Damit ändern sich der Ventilhub (Valve Lift), die Öffnungsdauer und der Öffnungszeitpunkt. Diese drei Effekte sind miteinander verbunden. Denn ein langer Hub bedeutet eine lange Öffnungsdauer, da die Hubwege materialschonend mit nicht zu schnellen Beschleunigungen zurückgelegt werden müssen. Eine längere Öffnungsdauer bedeutet zudem, das der Vorgang zeitiger beginnt und später endet. Damit ist auch das Timing verändert worden. Eine unabhängige Variation der Parameter ist nur mit einer nockenwellenlosen Öffnung der Ventile möglich (siehe Multiair-System). Das CVVL-System gleicht in seinem Aufbau hingegen der BMW Valvetronic, seine Elemente sind jedoch anders angeordnet. Entwickelt wurde die CVVL im europäischen Konzern-Powertrainzentrum in Rüsselsheim, sein genauer Aufbau bislang aber nicht bekanntgegeben.
Durch die CVVL wird eine Drosselklappe überflüssig, was die einhergehenden Drosselverluste reduziert. Diese entstehen an allen Elementen, die den Luftstrom umlenken, also auch den Ventilen selbst. Als Hauptverursacher gilt jedoch die Drosselklappe, welche die Luftansaugmenge steuert. Ohne sie würde bei Teillast mehr Luft in den Zylinder strömen, die durch ihr Mehr an Sauerstoff die Verbrennungstemperatur und damit die Stickoxidmenge über die Euro-Grenzwerte steigen ließe. Der variable Ventilhub kann die Luftsteuerung nun selbst übernehmen. Dadurch spare er fünfeinhalb Prozent Sprit gegenüber einem Nu-Motor ohne Ventilvariierung, den es jedoch nicht gibt. Der Effekt zur tatsächlichen Basisstufe der Reihe dürfte zwischen drei und vier Prozent liegen.

Hyundais Vize-Entwicklungschef erklärt die Nu-Reihe als Bindeglied zwischen Theta- und Gamma-Motoren. Besonders erstere sei architektonisch nicht für 1,8 Liter Hubraum geeignet. Ungeachtet dessen führte der Hersteller jedoch eine solche Version über Jahre in der Theta-Reihe. Die Aussage dürfte sich daher auf die Zukunftsfähigkeit konzentrieren, speziell der Eignung für Homogen-Gemische (HCCI). Diese erfordern eine sehr präzise Ventilsteuerung und Einspritzung. Mit CVVL und GDI erfüllt die Nu-Reihe beide Voraussetzungen, wenn auch bisher in separaten Motoren. Seinen ersten Homogenmotor plant Hyundai/KIA für 2012.

### Ausblick (Nu HCCI)
Die Effizienzerwartungen bei Homogenmotoren beruhen primär auf deren höherer Verdichtung und der schadstoffarmen Verbrennung. Eine Erhöhung der Verdichtung vom heute üblichen 11:1 auf 15:1 bewirkt etwa eine Effizienzsteigerung von 20 % (vgl.). Diese hohe Verdichtung erzeugt jedoch nach dem Zünden eine unkontrollierte Verbrennung des Benzins. Bei diesem „Klopfen“ verbrennt das Gemisch zu schnell, also bevor der Kolben seinen Weg nach oben beendet hat. Dadurch entstehen hohe Drücke und Temperaturen, die den Motor beschädigen können. Daher vermeiden Motorsteuerungen  mit Klopfsensoren eine zu frühe Zündung.

Die Zündkerze arbeitet in HCCI-Motoren nur im Volllastbetrieb oder ab etwa 3000 rpm.

Um die Verdichtung zu erhöhen, muss das Gemisch so aufbereitet werden, dass es zum richtigen Zeitpunkt und an mehreren Punkten gleichzeitig zündet. Letzteres, um eine rückstandsfreie Verbrennung zu erreichen – denn nicht verbrannter Kraftstoff erhöht die schädlichen Emissionen. Eine ähnliche, teilhomogene Verbrennung erreichten bereits Motoren mit Benzindirekteinspritzung und Schichtladung („Stratified Injection“). Sie emittieren jedoch große Mengen an Stickoxiden und produzieren insbesondere bei Lastwechseln auch Ruß. Daher benötigen sie eine teure Stickoxidfilterung des Abgases, Euro-Normen seit 2009 begrenzen zudem auch den Rußausstoß für Ottomotoren. Homogenmotoren arbeiten mit variablem Ventilhub. Sie saugen eine größere Menge Abgas zurück in den Zylinder und regeln so die Selbstzündung. Der Sauerstoffmangel im Abgas vermeidet eine zu frühe Zündung, während dessen Wärme eine Selbstzündung erst ermöglicht. Diese benötigt etwa 1000 °K. Die Verbrennung erzeugt eine Temperatur um 2000°K; bedingt durch den geringen Gemischheizwert rund 600° kühler als in konventionellen Ottomotoren. Die Stickoxidwerte sinken damit auf ein Minimum. Dennoch hat die Selbstzündung einen Nachteil. Das Problem ist der schon im Teillastbereich von 24 auf 36 bar steigende Druck während der Zündung, speziell dessen schneller Anstieg und Abfall durch die namensgebende homogene, also gleichzeitige Verbrennung des gesamten Kraftstoffs. Deswegen arbeiten Homogenmotoren nur im Teillastbetrieb mit Selbstzündung, während sie unter Volllast auf weniger Verdichtung und eine Zündkerze zurückgreifen. Gleiches gilt bei hohen Drehzahlen, bei denen die Einspritzdüsen nicht mehr mit der Homogengemisch-Herstellung nachkommen. Daher ist die Wahl einer Motorreihe größerer Hubräume zur HCCI-Entwicklung sinnvoll, da nur sie genügend Leistung abgeben, um möglichst häufig im Teillastbetrieb zu fahren (vgl. Diesotto-Motor). Der Volllastbetrieb würde die Materialien bereits an ihre Belastungsgrenze führen, von Turboaufladungen ganz abgesehen.

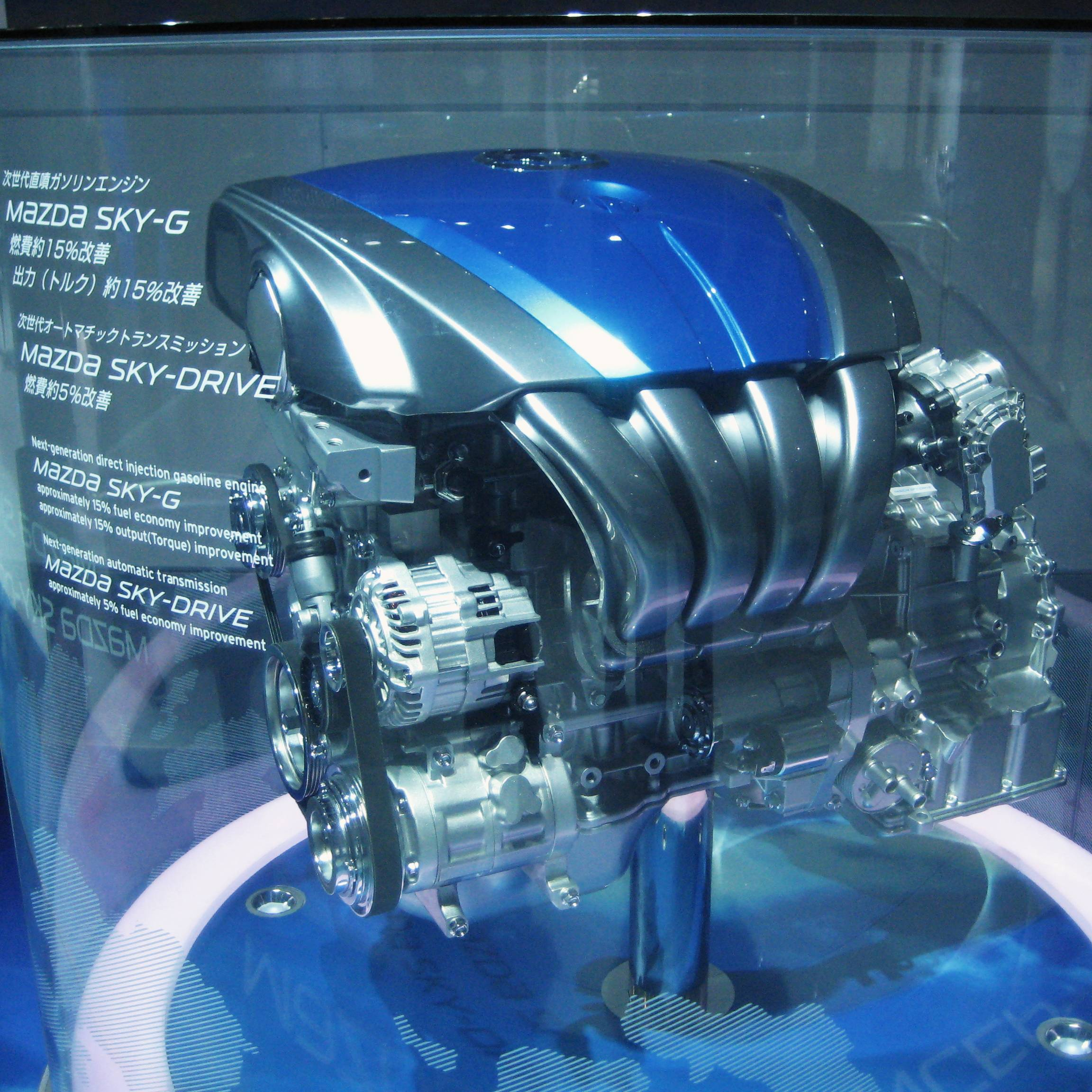
Ein Mazda SKY-G-Prototyp bei seiner Vorstellung 2009

CVVL ist also erforderlich, um die Ventile präzise für Verdichtung und Abgasrücksaugrate zu justieren, speziell bei Lastwechseln. Dann wird zur Materialschonung auch von Selbstzündung auf Fremdzündung mittels Zündkerze bei niedriger Verdichtung gewechselt.
GDI wiederum ermöglicht Piloteinspritzungen. Nur damit kann das Benzin nacheinander in die einströmende Luft gegeben und damit passgenau im Brennraum verteilt werden, was für eine Selbstzündung Voraussetzung ist.
Welchen Effekt der Homogenbetrieb einmal haben wird, wurde von Hyundai/KIA noch nicht benannt. Zur Einordnung von HCCI-Motoren ist jedoch wissenswert, dass die europäische Verbrauchsermittlung fast ausschließlich im Teillastbetrieb durchfahren werden kann.
Die ersten Motoren mit einer HCCI-gleichen Verdichtung von 14:1 sind die Skyactiv-G-Antriebe von Mazda. Diese verzichten jedoch auf die Selbstzündung, wodurch sie vermutlich auch unter Volllast die hohe Verdichtung aufrechterhalten können. Erstmals angewendet wird ein solcher Motor ab Sommer 2011 im Mazda 3 Facelift.

## Daten
| Serie     | Motorcode | Hubraum (cm³) | Hub × Bohrung (mm) | Leistung bei (1/min)         | Drehmoment bei (1/min)                     | Zylinder | Verdichtung | Aufladung    | Einspritzung |
| --------- | --------- | ------------- | ------------------ | ---------------------------- | ------------------------------------------ | -------- | ----------- | ------------ | ------------ |
| Nu 1      | G4NB      | 1797          | 87,2 × 81,0        | 148 bei 6500                 | 178 bei 4700                               | 4        | 10,3        | VIS (2 Wege) | MFI          |
| Nu        | G4NA      | 1999          | 97 × 81,0          | 164 bei 6500                 | 201 bei 4800                               | 4        | 10,3        | VIS (2 Wege) | MFI          |
| Nu Hybrid | G4NE      | 1999          | 97 × 81,0          | 150 bei 6500 + 40 elektrisch | 179 bei 5000 + 205 elektrisch bei 0 - 1400 | 4        | 12,5        | -            | MFI          |
| Nu GDI    | G4NC      | 1999          | 97 × 81,0          | 177 bei 6500                 | 213 bei 4700                               | 4        | 11,5        | VIS (2 Wege) | GDI          |
| Nu CVVL   | G4ND      | 1999          | 97 × 81,0          | 170 bei 6200                 | 196 bei 4300                               | 4        | - ? -       | VIS (2 Wege) | MFI          |

## Einsatz
Aufgelistet sind die weltweit verbauten Nu-Motoren für jedes Modell, nicht in jedem Land werden alle aufgeführten Konfigurationen angeboten.

### Hyundai
Hyundai Elantra
- Elantra UD/MD
  - G4NB (148 PS): 2010-heute

Hyundai i40
- i40
  - G4NC (177 PS): 2011-heute

Hyundai Sonata
- Sonata YF
  - G4NE (190 PS): 2011-heute (nur Südkorea)

### KIA
Kia Optima
- Optima TF
  - G4NA 2.0 CVVL (170 PS): ab 2012

KIA Soul
- Soul AM
  - G4NA (164 PS): 2011-heute (Nordamerika und Kanada)